# Champion Spark Plug 300 1990
Champion Spark Plug 300 1990 var ett race som var den sextonde och avslutande deltävlingen i PPG IndyCar World Series 1990. Racet kördes den 21 oktober på Laguna Seca Raceway. Danny Sullivan avslutade sin tid i Penske Racing med en emotionell seger. 1988 års mästare hade kört för teamet under sex års tid, men Penske bantade antalet bilar till två för säsongen 1991, vilket ledde till att Sullivan tvingades lämna. Han kunde avsluta sin tid i teamet med huvudet högt efter att fullständigt ha dominerat sin sista helg för dem. Redan klara mästaren Al Unser Jr. slutade på andra plats, medan Michael Andretti slutade tvåa i mästerskapet tack vare sin tredjeplats. Sammanlagda trean Rick Mears gick i mål någon billängd bakom Andretti på fjärdeplats.

## Slutresultat
| Plats | Förare               | Team                     | Grid |
| ----- | -------------------- | ------------------------ | ---- |
| 1     | Danny Sullivan       | Marlboro Team Penske     | 1    |
| 2     | Al Unser Jr.         | Galles-Kraco Racing      | 4    |
| 3     | Michael Andretti     | Newman/Haas Racing       | 5    |
| 4     | Rick Mears           | Penske Racing            | 3    |
| 5     | Bobby Rahal          | Galles-Kraco Racing      | 6    |
| 6     | Emerson Fittipaldi   | Marlboro Team Penske     | 7    |
| 7     | Teo Fabi             | Porsche Motorsports      | 8    |
| 8     | John Andretti        | Porsche Motorsports      | 9    |
| 9     | Arie Luyendyk        | Doug Shierson Racing     | 10   |
| 10    | Eddie Cheever        | Chip Ganassi Racing      | 14   |
| 11    | Raul Boesel          | Truesports Co.           | 17   |
| 12    | Didier Theys         | Vince Granatelli Racing  | 15   |
| 13    | Willy T. Ribbs       | Raynor Motorsports Group | 21   |
| 14    | Scott Goodyear       | Doug Shierson Racing     | 11   |
| 15    | Mike Groff           | Euromotorsport           | 19   |
| 16    | Guido Daccò          | Nu-Tech Motorsports      | 23   |
| 17    | Joe Sposato          | Dick Simon Racing        | 27   |
| 18    | Roberto Guerrero     | Patrick Racing           | 16   |
| 19    | Jeff Wood            | Walther Motorsports      | 24   |
| 20    | Dominic Dobson       | Bruce Leven Racing       | 13   |
| 21    | Dean Hall            | Dale Coyne Racing        | 20   |
| 22    | Randy Lewis          | Arciero Racing           | 26   |
| 23    | Hiro Matsushita      | Dick Simon Racing        | 25   |
| 24    | Scott Brayton        | Dick Simon Racing        | 12   |
| 25    | Wally Dallenbach Jr. | Leader Cards Racing      | 22   |
| 26    | Mario Andretti       | Newman/Haas Racing       | 2    |
| 27    | Jon Beekhuis         | P.I.G. Racing            | 16   |